# Bogdan Musiał
Bogdan Józef Musiał (ur. 1960 w Wielopolu) – polski i niemiecki historyk specjalizujący się w badaniu dziejów Niemiec, Polski i Rosji w XX wieku, zwłaszcza w okresie II wojny światowej i w latach międzywojennych. Działacz opozycji antykomunistycznej w PRL. W latach 2010–2015 był zatrudniony na stanowisku profesora nadzwyczajnego na Uniwersytecie Kardynała Stefana Wyszyńskiego w Warszawie. W latach 2021–2022 dyrektor Instytutu Strat Wojennych im. Jana Karskiego.

## Życiorys
W latach 1978–1984 pracował jako górnik w kopalniach węgla kamiennego „Wieczorek” oraz „Wujek” w Katowicach. Jednocześnie współpracował z Solidarnością. Prześladowany przez SB, w 1985 uciekł do Niemiec Zachodnich, gdzie uzyskał azyl polityczny, a w 1992 obywatelstwo. Zdał maturę w trybie wieczorowym, a w latach 1990–1998 studiował historię, socjologię i politologię na uniwersytetach w Hanowerze i Manchesterze, jednocześnie pracując jako mechanik. Tytuł magistra uzyskał w 1995. Jako doktorant był stypendystą Fundacji im. Friedricha Eberta i Niemieckiego Instytutu Historycznego w Warszawie. W 1998 obronił na Uniwersytecie Hanowerskim doktorat zatytułowany Deutsche Zivilverwaltung und Judenverfolgung im Generalgouvernement. Eine Fallstudie zum Distrikt Lublin 1939–1944, przygotowany pod kierunkiem Herberta Obenausa i Rexa Rexheusera. 
Pod koniec lat 90. wziął udział w debacie wokół niemieckiej wystawy „Wojna wyniszczająca. Zbrodnie Wehrmachtu 1941–1944”. Opublikował wówczas głośny artykuł naukowy, w którym wykazał, że kilka z prezentowanych fotografii przedstawia ofiary NKWD z czerwca 1941. W latach 1999–2004 pracował w Niemieckim Instytucie Historycznym w Warszawie. Habilitację uzyskał na Uniwersytecie Kardynała Stefana Wyszyńskiego w Warszawie w 2005, w latach 2007–2010 był pracownikiem Biura Edukacji Publicznej Instytutu Pamięci Narodowej. 
W latach 2010–2015 był profesorem nadzwyczajnym na Wydziale Prawa i Administracji Uniwersytetu Kardynała Stefana Wyszyńskiego i kierował katedrą Studiów nad Europą Środkową i Wschodnią. Od 2018 do 2022 członek Rady przy Muzeum II Wojny Światowej w Gdańsku. Tłem dla jego odwołania ze stanowiska dyrektora Instytutu Strat Wojennych w sierpniu 2022 był konflikt z posłem Arkadiuszem Mularczykiem, przewodniczącym zespołu opracowującego raport o stratach wojennych zadanych Polsce przez III Rzeszę w okresie II wojny światowej, który miał posłużyć za podstawę żądań o reparacje wobec Niemiec.
Wystąpił jako komentator historyczny w filmach dokumentalnych Towarzysz generał (2009), New Poland (2010), Towarzysz generał idzie na wojnę (2011). W 2023 wystąpił na zaproszenie Śląskiego Centrum Wolności i Solidarności w Katowicach.

## Wybrane publikacje

### W języku polskim
- Rozstrzelać elementy kontrrewolucyjne!: brutalizacja wojny niemiecko-sowieckiej latem 1941 roku. Warszawa: Stowarzyszenie Kulturalne Fronda, 2001. ISBN 83-88747-40-1. Brak numerów stron w książce
- Na zachód po trupie Polski. Warszawa: Prószyński i S-ka, 2009. ISBN 978-83-7648-236-1. Brak numerów stron w książce
- Przewrót majowy 1926 roku w oczach Kremla, Warszawa: Instytut Pamięci Narodowej, 2009 (współredaktor: Jan Szumski). ISBN 978-83-7629-059-1.
- Wojna Stalina 1939–1945. Terror, grabież, demontaże, Poznań: Zysk i S-ka, 2012. ISBN 978-83-7506-813-9.
- Geneza paktu Hitler–Stalin. Fakty i propaganda, Warszawa: Instytut Pamięci Narodowej, 2012 (współredaktor: Jan Szumski). ISBN 978-83-7629-368-4.
- Sowieccy partyzanci 1941–1944. Mity i rzeczywistość, Poznań: Zysk i S-ka, 2014. ISBN 978-83-7506-945-7.
- Kto dopomoże Żydowi…, Poznań: Zysk i S-ka, 2019. ISBN 978-83-8116-625-6.
- Walizka Mengelego. Anatomia oszustwa (współpracownicy: Andrea Böltken, János Kemény, Oliver Musiał), Fundacja Historia i Kultura, Warszawa 2025. ISBN 978-83-971173-5-8.

### W języku niemieckim
- Deutsche Zivilverwaltung und Judenverfolgung im Generalgouvernement. Eine Fallstudie zum Distrikt Lublin 1939–1944. Wiesbaden: Harrassowitz, 1999–2011. ISBN 978-3-447-04208-6.
- „Konterrevolutionäre Elemente sind zu erschiessen”. Die Brutalisierung des deutsch-sowjetischen Krieges im Sommer 1941. Berlin: Propyläen, 2000–2001. ISBN 978-3-549-07126-7.
- „Aktion Reinhardt”. Der Völkermord an den Juden im Generalgouvernement 1941–1944. Osnabrück: Fibre Verlag, 2004. ISBN 3-929759-83-7. Brak numerów stron w książce
- Sowjetische Partisanen in Weißrußland. Innenansichten aus dem Gebiet Baranovici 1941–1944. Eine Dokumentation. München: Oldenbourg Verlag, 2004. ISBN 3-486-64588-9. Brak numerów stron w książce
- Genesis des Genozids: Polen 1939–1941. 2004–2010 (współredaktor: Klaus-Michael Mallmann). ISBN 978-3-534-18096-7.
- Kampfplatz Deutschland, Stalins Kriegspläne gegen den Westen. Berlin: Propyläen, 2008. ISBN 3-929759-83-7. Brak numerów stron w książce
- Sowjetische Partisanen 1941–1944. Mythos und Wirklichkeit. Paderborn: Schöningh, 2009. ISBN 978-3-506-76687-8.
- Stalins Beutezug. Die Plünderung Deutschlands und der Aufstieg der Sowjetunion zur Weltmacht. Berlin: Propyläen, 2010. ISBN 978-3-549-07370-4.
- Mengeles Koffer. Eine Spurensuche. Hamburg: Osbourg Verlag, 2019. ISBN 978-3955102005.

### W języku angielskim
- The Origins of „Operation Reinhard”: The Decision-Making Process for the Mass Murder of the Jews in the Generalgouvernment. Jad Waszem Studies 28, 2004, s. 113–153.
- The Emergence of Ukraine. Self-Determination, Occupation, and War in Ukraine, 1917-1922. (współautor: Wolfram Dornik, m.in.). Toronto: Canadian Institute of Ukrainian Studies Press Edmonton, 2015. ISBN 978-1-894865-40-1.

## Życie prywatne
Miał brata Sławomira, zmarłego tragicznie przed 1999. Na stałe mieszka w Niemczech.